# Едуард Дубински
Едуард Дубински ({на руски: Эдуард Дубинский) е съветски футболист. Почетен майстор на спорта на СССР (1969).

## Кариера
Дубински играе за редица отбори от Украинска ССР, но е най-познат от времето си в ЦСКА Москва. Като част от националния отбор на СССР той участва на Световното първенство през 1962 г. и Европейското първенство през 1964 г., въпреки че не се появява на терена.
В мач с националния отбор на Югославия тежко счупва крак, в резултат на грубата игра на Мухамед Муйич, след което Дубински е изпратен в болница, а по-късно е опериран няколко пъти. Муйич не получава никакво наказание, дори не е предупреден. Въпреки това, заради неоправданата жестокост, самите югославяни отстраняват Муйич от националния отбор.
Едуард Дубински успява да се върне в големия футбол, но през 1969 г. той почива от сарком, който се развива в резултат на травмата.